# Atlétika az 1896. évi nyári olimpiai játékokon
Az 1896. évi nyári olimpiai játékokon az atlétikában osztották ki a legtöbb érmet, összesen tizenkettőt (ezen az olimpián a súlyemelés versenyszámait is az atlétika keretein belül rendezték, azonban hivatalosan nem számít az atlétikai versenyek közé). A maratoni versenyen kívül minden versenyszámot a Panathinaikó Stadionban rendeztek meg. A görögök nemzeti hősként ünnepelték Szpirídon Lúiszt, a maratoni futás győztesét.

## Részt vevő nemzetek
Összesen 64 atléta indult 10 nemzetből.
- Ausztrália (AUS) (1)
- Chile (CHI) (1)
- Dánia (DEN) (3)
- Egyesült Államok (USA) (10)
- Franciaország (FRA) (6)
- Görögország (GRE) (29)
- Magyarország (HUN) (3)
- Nagy-Britannia (GBR) (5)
- Németország (GER) (5)
- Svédország (SWE) (1)

## Éremtáblázat

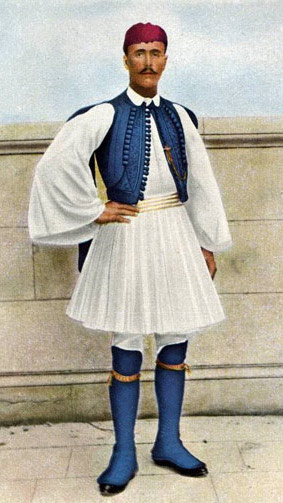
Szpirídon Lúisz

A táblázatban a rendező ország csapata és a magyar csapat eltérő háttérszínnel, az egyes számoszlopok legmagasabb értéke vagy értékei vastagítással kiemelve.
| Az 1896. évi nyári olimpiai játékok éremtáblázata atlétikában | Az 1896. évi nyári olimpiai játékok éremtáblázata atlétikában | Az 1896. évi nyári olimpiai játékok éremtáblázata atlétikában | Az 1896. évi nyári olimpiai játékok éremtáblázata atlétikában | Az 1896. évi nyári olimpiai játékok éremtáblázata atlétikában | Olimpia  |
| ------------------------------------------------------------- | ------------------------------------------------------------- | ------------------------------------------------------------- | ------------------------------------------------------------- | ------------------------------------------------------------- | -------- |
|                                                               | Ország                                                        | Arany                                                         | Ezüst                                                         | Bronz                                                         | Összesen |
| 1.                                                            | Egyesült Államok (USA)                                        | 9                                                             | 6                                                             | 2                                                             | 17       |
| 2.                                                            | Ausztrália (AUS)                                              | 2                                                             | 0                                                             | 0                                                             | 2        |
| 3.                                                            | Görögország (GRE)                                             | 1                                                             | 3                                                             | 6                                                             | 10       |
|                                                               |                                                               |                                                               |                                                               |                                                               |          |
| 4.                                                            | Magyarország (HUN)                                            | 0                                                             | 1                                                             | 2                                                             | 3        |
| 5.                                                            | Franciaország (FRA)                                           | 0                                                             | 1                                                             | 1                                                             | 2        |
| 5.                                                            | Nagy-Britannia (GBR)                                          | 0                                                             | 1                                                             | 1                                                             | 2        |
| 7.                                                            | Németország (GER)                                             | 0                                                             | 1                                                             | 0                                                             | 1        |
|                                                               |                                                               |                                                               |                                                               |                                                               |          |
| Összesen                                                      | Összesen                                                      | 12                                                            | 13                                                            | 12                                                            | 37       |

Chilének, Dániának és Svédországnak is indultak versenyzői, de ők érmet nem nyertek.

## Érmesek
A táblázatban a rendező ország és a magyar csapat versenyzői eltérő háttérszínnel kiemelve.
| Az 1896. évi nyári olimpiai játékok érmesei atlétikában |                                               |                |                                                 |           |                                            |              |
| Versenyszám                                             | Arany                                         | Arany          | Ezüst                                           | Ezüst     | Bronz                                      | Bronz        |
| 100 m síkfutás                                          | Thomas Burke · Egyesült Államok (USA)         | 12,0           | Fritz Hofmann · Németország (GER)               | 12,2      | Szokolyi Alajos · Magyarország (HUN)       | 12,6         |
| 100 m síkfutás                                          | Thomas Burke · Egyesült Államok (USA)         | 12,0           | Fritz Hofmann · Németország (GER)               | 12,2      | Francis Lane · Egyesült Államok (USA)      | 12,6         |
| 400 m síkfutás                                          | Thomas Burke · Egyesült Államok (USA)         | 54,2 (OR)      | Herbert Jamison · Egyesült Államok (USA)        | 55,2      | Charles Gmelin · Nagy-Britannia (GBR)      | 56,7         |
| 800 m síkfutás                                          | Edwin Flack · Ausztrália (AUS)                | 2:11,0         | Dáni Nándor · Magyarország (HUN)                | 2:11,8    | Dimítriosz Golémisz · Görögország (GRE)    | 2:28,0       |
| 1500 m síkfutás                                         | Edwin Flack · Ausztrália (AUS)                | 4:33,2 (OR)    | Arthur Blake · Egyesült Államok (USA)           | 4:34,0    | Albin Lermusiaux · Franciaország (FRA)     | 4:36,0       |
| Maratoni futás (40 km)                                  | Szpirídon Lúisz · Görögország (GRE)           | 2:58:50,0 (OR) | Harílaosz Vaszilákosz · Görögország (GRE)       | 3:06:03,0 | Kellner Gyula · Magyarország (HUN)         | 3:09:35,0    |
| 110 m gátfutás                                          | Thomas Curtis · Egyesült Államok (USA)        | 17,6 (OR)      | Grantley Goulding · Nagy-Britannia (GBR)        | 17,7      | nem adták ki                               | nem adták ki |
| Magasugrás                                              | Ellery Harding Clark · Egyesült Államok (USA) | 181 (OR)       | James B. Connolly · Egyesült Államok (USA)      | 176       | nem adták ki                               | nem adták ki |
| Magasugrás                                              | Ellery Harding Clark · Egyesült Államok (USA) | 181 (OR)       | Robert Garrett · Egyesült Államok (USA)         | 176       | nem adták ki                               | nem adták ki |
| Rúdugrás                                                | Welles Hoyt · Egyesült Államok (USA)          | 330 (OR)       | Albert Tyler · Egyesült Államok (USA)           | 325       | Evángelosz Damászkosz · Görögország (GRE)  | 285          |
| Rúdugrás                                                | Welles Hoyt · Egyesült Államok (USA)          | 330 (OR)       | Albert Tyler · Egyesült Államok (USA)           | 325       | Joánisz Theodorópulosz · Görögország (GRE) | 285          |
| Távolugrás                                              | Ellery Harding Clark · Egyesült Államok (USA) | 635 (OR)       | Robert Garrett · Egyesült Államok (USA)         | 618       | James B. Connolly · Egyesült Államok (USA) | 611          |
| Hármasugrás                                             | James B. Connolly · Egyesült Államok (USA)    | 13,71 (OR)     | Alexandre Tuffèri · Franciaország (FRA)         | 12,70     | Joánisz Perszákisz · Görögország (GRE)     | 12,52        |
| Súlylökés                                               | Robert Garrett · Egyesült Államok (USA)       | 11,22 (OR)     | Miltiádisz Gúszkosz · Görögország (GRE)         | 11,20     | Jórgosz Papaszidérisz · Görögország (GRE)  | 10,36        |
| Diszkoszvetés                                           | Robert Garrett · Egyesült Államok (USA)       | 29,15 (OR)     | Panajótisz Paraszkevópulosz · Görögország (GRE) | 28,95     | Szotíriosz Verszísz · Görögország (GRE)    | 28,78        |

Az eredmények a következő formában értendők:
- -  hármasugrás, súlylökés, diszkoszvetés: méter

## Magyar szereplés

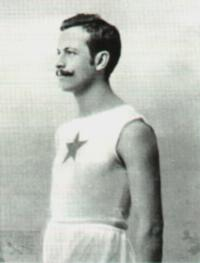
Dáni Nándor

Az atlétikai versenyeken (a súlyemelésen kívül) három magyar versenyző indult, egy ezüst- és két bronzérmet szerezve.
- Dáni Nándor a férfi 800 méteres síkfutásban ezüstérmet szerzett.
- Kellner Gyula a férfi maratonfutásban bronzérmet szerzett.
- Szokolyi Alajos összesen három versenyszámban indult:
  - a férfi 100 méteres síkfutásban bronzérmet szerzett,
  - a férfi hármasugrásban a 4. helyen végzett,
  - a férfi 110 méteres gátfutásban az első középdöntő 3. helyén végzett, és nem jutott be a döntőbe.